# Andorra az 1992. évi téli olimpiai játékokon
Andorra a franciaországi Albertville-ben megrendezett 1992. évi téli olimpiai játékok egyik részt vevő nemzete volt. Az országot az olimpián 1 sportágban 5 sportoló képviselte, akik érmet nem szereztek.

## Alpesisí
Férfi
| Versenyző     | Versenyszám            | 1. futam      | 1. futam      | 2. futam      | 2. futam      | Összesítés | Összesítés |
| Versenyző     | Versenyszám            | Idő           | Hely.         | Idő           | Hely.         | Idő        | Helyezés   |
| ------------- | ---------------------- | ------------- | ------------- | ------------- | ------------- | ---------- | ---------- |
| Gerard Escoda | Műlesiklás             | 57,35         | 39.           | 57,36         | 31.           | 1:54,71    | 32.        |
| Gerard Escoda | Óriás-műlesiklás       | 1:10,70       | 41.           | 1:07,99       | 37.           | 2:18,69    | 36.        |
| Gerard Escoda | Szuperóriás-műlesiklás |               |               |               |               | kizárták   | kizárták   |
| Victor Gómez  | Óriás-műlesiklás       | 1:12,87       | 50.           | nem ért célba | nem ért célba | kiesett    | kiesett    |
| Victor Gómez  | Szuperóriás-műlesiklás |               |               |               |               | kizárták   | kizárták   |
| Nahum Orobitg | Műlesiklás             | nem ért célba | nem ért célba | kiesett       | kiesett       | kiesett    | kiesett    |
| Nahum Orobitg | Óriás-műlesiklás       | 1:11,37       | 45.           | 1:07,93       | 36.           | 2:19,30    | 38.        |
| Nahum Orobitg | Szuperóriás-műlesiklás |               |               |               |               | kizárták   | kizárták   |
| Ramon Rossell | Műlesiklás             | nem ért célba | nem ért célba | kiesett       | kiesett       | kiesett    | kiesett    |
| Ramon Rossell | Óriás-műlesiklás       | 1:12,28       | 48.           | nem ért célba | nem ért célba | kiesett    | kiesett    |
| Ramon Rossell | Szuperóriás-műlesiklás |               |               |               |               | 1:19,10    | 47.        |

Női
| Versenyző  | Versenyszám            | 1. futam      | 1. futam      | 2. futam | 2. futam | Összesítés | Összesítés |
| Versenyző  | Versenyszám            | Idő           | Hely.         | Idő      | Hely.    | Idő        | Helyezés   |
| ---------- | ---------------------- | ------------- | ------------- | -------- | -------- | ---------- | ---------- |
| Vicky Grau | Műlesiklás             | nem ért célba | nem ért célba | kiesett  | kiesett  | kiesett    | kiesett    |
| Vicky Grau | Óriás-műlesiklás       | nem ért célba | nem ért célba | kiesett  | kiesett  | kiesett    | kiesett    |
| Vicky Grau | Szuperóriás-műlesiklás |               |               |          |          | 1:30,07    | 37.        |